# Belle of the Yukon
Belle of the Yukon (br A Bela do Yukon) é um filme de comédia musical estadunidense de 1944, produzido e dirigido por William A. Seiter para a International Pictures. O roteiro de James Edward Grant é baseado em história de Houston Branch que se passa durante os dias da Corrida do Ouro do Klondike no Alasca.

## Elenco
- Randolph Scott...Honesto John Calhoun / Gentleman Jack
- Gypsy Rose Lee...Belle De Valle
- Dinah Shore...Lettie Candless
- Bob Burns...Sam Slade
- Charles Winninger...Pop Candless
- William Marshall...Steve Atterbury
- Guinn Williams...Xerife Mervin Maitland
- Robert Armstrong...George
- Florence Bates...Viola Chase
- Victor Kilian...Professor Salsbury
- Wanda McKay...Cherie Atterbury
- Edward Fielding...C.V. Atterbury
- Jane Hale...Dançarina

## Sinopse
Na cidade de Malemute no Yukon, durante a Corrida do Ouro, o saloon do "Honesto" John Calhoun recebe artistas recém-chegados, dentre eles a cantora Belle De Valle. Ao conhecer o novo patrão, Belle descobre que ele era um antigo namorado e trapaceiro "Gentleman Jack" que fugira da policia em Seattle. Os dois resolvem reatar o romance mas o gerente do saloon, Pop Candless, desconfia do namorado da filha Lettie, o pianista Steve Atterbury, e chama a policia de Seattle quando descobre uma carta que sugeria que ele fosse casado. Calhoun tenta tirar o rapaz da cidade para evitar que a polícia o encontre também, com a ajuda do confuso xerife Mervin. Quando a população resolve fundar um banco e nomear Calhoun presidente, Belle se decepciona ao descobrir que o namorado não pretendia continuar "honesto" por muito tempo e estava para fugir com o ouro.

## Adaptação para o rádio

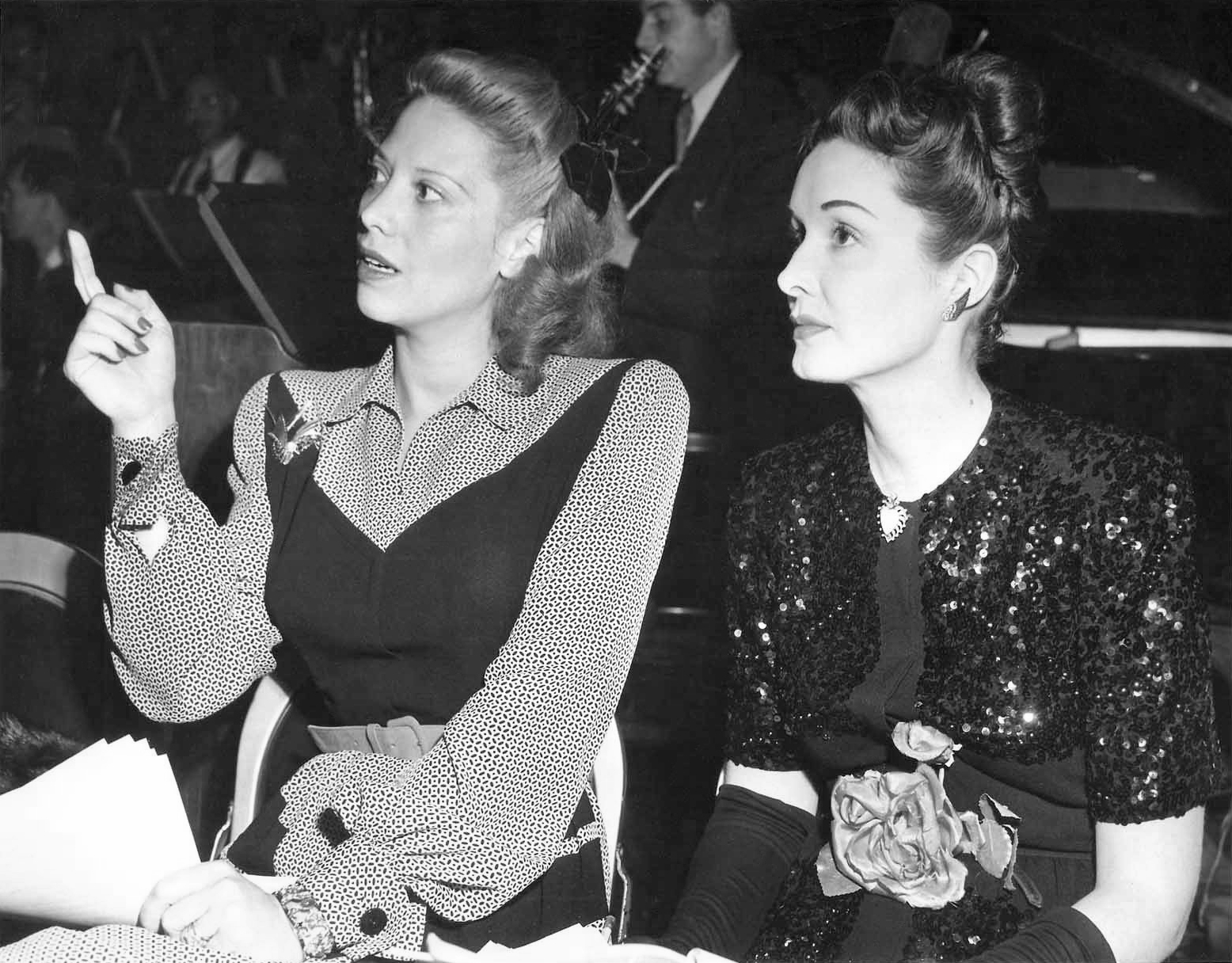
Dinah Shore e Gail Patrick no estúdio da Rádio CBS em 1945

Belle of the Yukon foi apresentado no programa Screen Guild Players em 12 de fevereiro de 1945 com duração de 30 minutos e participação de Scott, Shore, Burns e Gail Patrick 

## Indicações a prêmios
- Em 1946, Belle of the Yukon foi indicado ao Óscar nas categorias de "Melhor Canção Original" e "Melhor Trilha Sonora".